# Maasia
Maasia là chi thực vật có hoa trong họ Annonaceae. Chi này là duy nhất trong tông Maasieae, được tách ra từ chi Polyalthia.

## Các loài
Chi này gồm 6 loài.
- Maasia discolor (Diels) Mols, Kessler & Rogstad, 2008: New Guinea.
- Maasia glauca (Hassk.) Mols, Kessler & Rogstad, 2008: Đông Nam Á (Thái Lan, Malaysia, Indonesia, Philippines, Đông Timor, New Guinea).
- Maasia hypoleuca (Hook.f. & Thomson) Mols, Kessler & Rogstad, 2008: Borneo và bán đảo Mã Lai.
- Maasia multinervis (Diels) Mols, Kessler & Rogstad, 2008: New Guinea.
- Maasia ovalifolia (Rogstad) Mols, Kessler & Rogstad, 2008: Borneo.
- Maasia sumatrana (Miq.) Mols, Kessler & Rogstad, 2008: Myanmar, bán đảo Mã Lai, Borneo, Sumatra.